# مايكل موسلي (مذيع)
مايكل موسلي (بالإنجليزية: Michael J. Mosley) (22 مارس 1957 – 5 يونيو 2024) هو صحفي بريطاني، ولد في 22 مارس 1957 في كلكتا في الهند.

## الوفاة
توفي مايكل موسلي في 5 يونيو 2024 عن عمر ناهز السابعة والستين.

## وصلات خارجية
- مايكل موسلي على موقع IMDb (الإنجليزية)
- مايكل موسلي على موقع قاعدة بيانات الفيلم (الإنجليزية)